# NSU Prinz
La NSU Prinz è una piccola vettura prodotta dalla casa automobilistica tedesca NSU dal 1957 al 1973.

## Storia e profilo

### Contesto storico
La situazione della Fabbrica di Neckarsulm nei primi anni '50 versava in gravi difficoltà, dovute principalmente alle ristrettezze economiche causate dalla guerra terminata solo da alcuni anni, i danni causati dai bombardamenti e le difficoltà quindi ad avviare un nuovo processo produttivo. Del resto, la Germania stessa, con i danni alle infrastrutture e la storica divisione fra blocco est e blocco ovest, si trovava ad affrontare una situazione tutt'altro che facile sotto il piano economico, politico e sociale. Fin dai primi mesi dopo la cessazione del conflitto, in realtà, la NSU aveva già cominciato con un primo abbozzo di produzione, basato però solo su motociclette pre-belliche e solo in quelle parti dello stabilimento non toccate dai bombardamenti. Fu solo nel 1949 che si ricominciò a progettare modelli nuovi, sempre per il momento a sole due ruote, con un indice di gradimento che avrebbe toccato il suo apice a metà del decennio successivo. Ma in realtà, alla NSU mancò molto la produzione di autovetture, ormai assente già da alcuni anni prima dell'avvento della Seconda Guerra Mondiale, più precisamente. Vi furono anche autovetture prodotte fino alla fine degli anni '30, ma si trattava di modelli Fiat rimarchiati con il nuovo marchio NSU-Fiat, perciò niente di veramente inedito e sviluppato in autonomia dalla Casa tedesca. Pertanto, mentre la produzione di moto si mantenne su livelli incoraggianti, alla fine del 1953 si cominciò a pensare di estendere la produzione anche ad una piccola autovettura con la quale riprendere un discorso lasciato in sospeso ormai da troppi anni. L'anno seguente si diede avvio ad un progetto volto alla realizzazione di quella che sarebbe stata la prima autovettura NSU del dopoguerra.

### Sviluppo

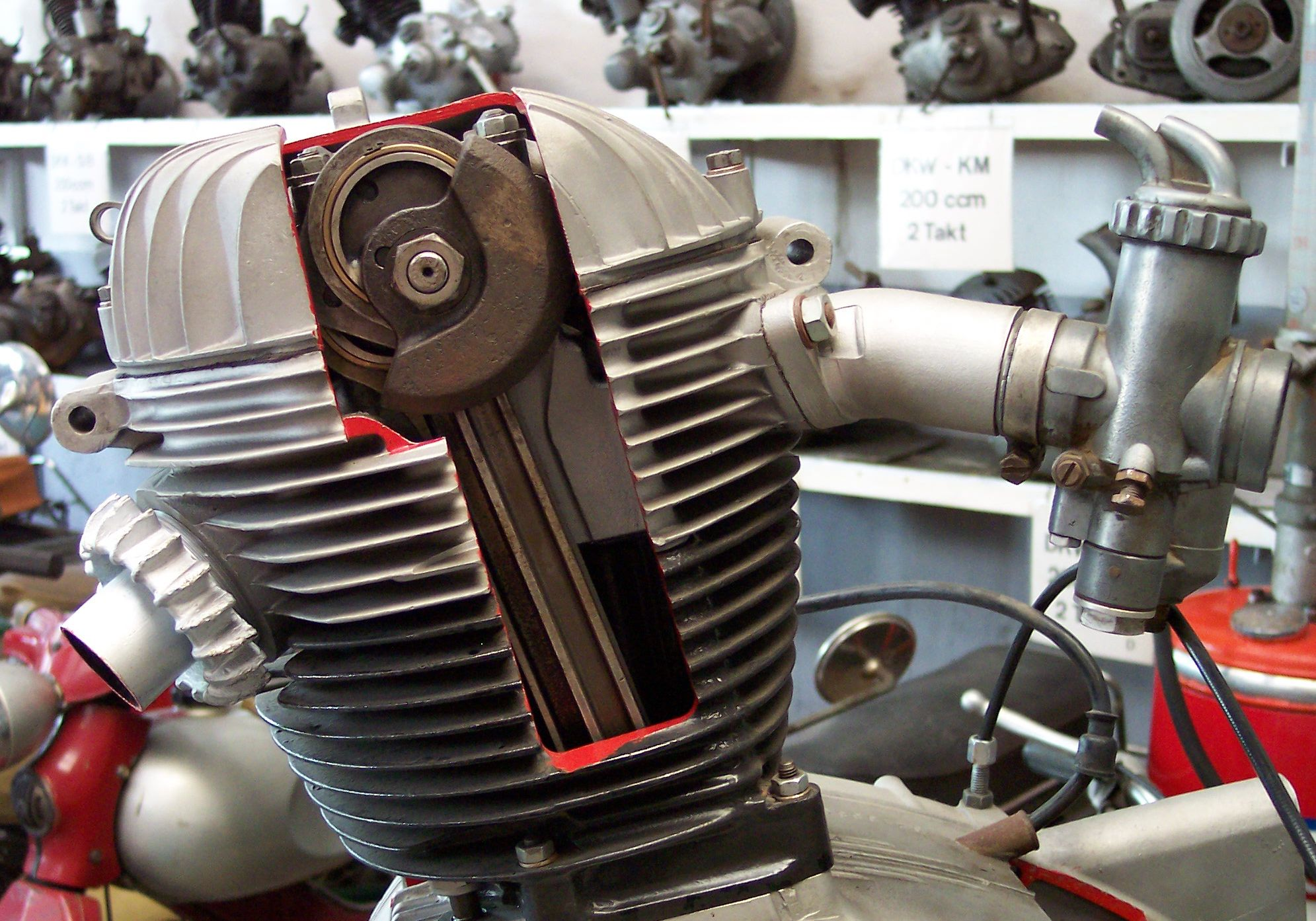
Il motore monocilindrico della motocicletta Max, montato anche nel primo prototipo Max-Kabine

Il progetto Typ 30 (come venne inizialmente identificato) non fu però avviato che nel luglio del 1954, anche se il direttore tecnico della NSU, Albert Roder (già alla NSU dal 1936), aveva già cominciato a tracciare i primi schizzi nel gennaio dello stesso anno. Questo progetto si propose di realizzare una vettura minima, sulla base di quelle microvetture che proprio in quel periodo stavano cominciando ad avere una certa diffusione nelle strade tedesche, le cosiddette Kabinenroller o bubble-cars. Il team incaricato del progetto fu composto solamente da due persone, lo stesso Albert Roder e il disegnatore Otto Erlewein. Le specifiche imposte dalla Casa di Neckarsulm furono semplici e chiare: la vettura doveva garantire abitabilità per due adulti davanti e per due bambini dietro, più 60 kg di bagagli. Il proposito iniziale fu quindi quello di realizzare una microvettura simile nell'impostazione a quelle che nei primi anni '50, proprio nell'allora Germania Ovest, trovavano validi esponenti nei modelli Fuldamobil e Messerschmitt a tre ruote. Il primo modello in legno in scala 1:1 risalente già a quello stesso 1954, fu un modello ad una sola ruota posteriore, che si prevedeva sarebbe nato su un telaio separato in acciaio e avrebbe montato il monocilindrico a quattro tempi da 250 cm3 che già equipaggiava la motocicletta Max. Per questo, tale prototipo venne indicato in seguito anche con il nome di "Max-Kabine". In effetti, il progetto "Max-Kabine" fu portato avanti in misura notevole, a tal punto che tra la fine del 1954 e l'inizio del 1955 vennero realizzati alcuni prototipi motorizzati pronti per i test su strada, test che cominciarono il 28 aprile 1955. Tuttavia, tali test non convinsero i membri del consiglio di amministrazione della NSU Motorenwerke: i motivi furono la rumorosità eccessiva (fino a 116 dB a 70 km orari) e comfort troppo ridotto anche nei confronti delle spartane microvetture appena citate. Pertanto il 5 ottobre 1955 la dirigenza NSU cancellò ufficialmente il progetto Typ 30 in favore del nuovo progetto Typ 40, finalizzato alla realizzazione di una vetturetta, sempre molto ridotta come dimensioni, sempre a motore posteriore, ma a quattro ruote anziché tre. Per quanto riguarda il motore, si scelse di mantenere inizialmente il monocilindrico della motocicletta Max, ma portato dapprima a 300 cm3 ed in seguito a 400 cm3. Tornando invece al progetto Typ 40, le specifiche imposte parlarono stavolta di una struttura a scocca portante e di una vettura in grado di surclassare dal punto di vista prestazionale tutte le microvetture presenti fino a quel momento sul mercato. I primi prototipi realizzati furono caratterizzati da un frontale pressoché simile nell'impostazione a quello della Fiat 600 che stava già riscuotendo un enorme successo in Italia e che di lì a poco avrebbe debuttato in Germania Ovest con il nome di NSU-Fiat Jagst. La parte posteriore, invece, troppo spiovente, ricordava invece la coda della Max-Kabine, il cui disegno risultò poco convincente e nel corso dello sviluppo del progetto Typ 40 sarebbe stata oggetto di una radicale rivisitazione. Il motore di questo primo prototipo fu un bicilindrico da 396 cm3 in grado di erogare 18 CV di potenza massima. I primi test della vettura, effettuati nella prima metà del 1956 prima ancora della rivisitazione della carrozzeria, evidenziarono come il motore avesse bisogno di erogare maggior coppia per permettere il raggiungimento di prestazioni adeguate alle specifiche imposte. Per questo la cilindrata venne in seguito portata a 494 cm3. 

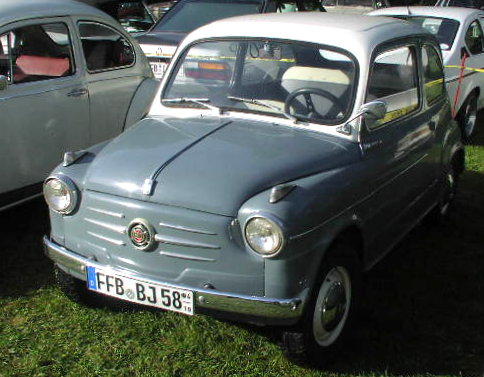
Il frontale della NSU-Fiat Jagst, clone della Fiat 600, servì da base per il primissimo prototipo della Typ 40

Nell'estate del 1956 la carrozzeria venne a questo punto sottoposta alla già menzionata rivisitazione della zona posteriore, che si trasformò in un vero e proprio terzo volume con sviluppo più orizzontale. Anche il frontale fu oggetto di aggiornamenti e venne reso meno simile a quello della Fiat 600. Autore di questa rivisitazione fu un giovane Claus Luthe, che negli anni a venire avrebbe fatto carriera anche nell'Audi una volta che la NSU sarebbe confluita nel gruppo Volkswagen. A questo punto la dirigenza NSU prevedeva di poter presentare la vettura definitiva di lì ad un anno e aveva già pensato ad un nome da dare alla nuova utilitaria tedesca. Inizialmente, per quella che poi sarebbe stata commercializzata come Prinz, si pensò al nome Lido, nome che poi venne evidentemente scartato.
Intanto la Casa di Neckarsulm, forte degli introiti derivanti dal mercato motociclistico (che però di lì a non molto avrebbe cominciato progressivamente a sgonfiarsi), aveva già cominciato ad ampliare il proprio stabilimento con una nuova ala da 30.000 metri quadri di superficie, ala destinata alla produzione della piccola vettura. L'investimento per questa sola realizzazione fu di 9,5 milioni di marchi.
Con alcuni aggiornamenti tecnici, fra cui quello all'avantreno per migliorare il comportamento su strada, nell'ottobre del 1956 venne realizzato il primo esemplare di preserie, pronto per un severo test su strada. La rete stradale tedesca dell'epoca, ancora per la maggior parte costituita da strade di campagna sterrate, fornì un valido banco di prova per il prototipo della piccola vettura. Nello stesso periodo, si procedette alla registrazione dei brevetti relativi al progetto Typ 40, nonché della vettura stessa. Per garantire un segreto assoluto e rimanere fuori dalla portata della stampa, la vettura venne presentata all'ufficio brevetti di Öhringen non come un progetto della NSU, ma di un fantomatico signor Hermann Schmidt proveniente dalla città di Neuenstein. Per gli stessi motivi di segretezza, i test su strada vennero condotti in zone di campagna poco o per niente frequentate da altre persone, dove la vettura venne portata all'interno di un camion con cassone chiuso. I test furono condotti per molte settimane raggiungendo una media di 800 km al giorno percorsi, allo scopo di valutare l'affidabilità della meccanica. L'arrivo della stagione fredda fu un altro fattore che rese più severi tali test, che terminarono quando l'inverno già era arrivato.
Nella primavera del 1957 si ebbe il cambio di denominazione da Lido a Prinz, mentre il motore, ancora da 494 cm3, venne portato a 583 cm3 tramite la rialesatura dei cilindri, passati da 69 a 75 mm di diametro. Tale scelta fu dettata dal fatto di voler conferire maggiori prestazioni alla vettura, ma anche dal fatto che il popolo tedesco occidentale stava gradualmente uscendo dalle condizioni di miseria in cui si era venuto a trovare all'indomani del conflitto, per cui sempre più numerose furono le persone potenzialmente in grado di distaccarsi dall'esigenza di una microvettura con motori da 250 o 300 cm3 per ambire ad una più prestante utilitaria con motore da 0.6 litri. Sarebbero rimasti comunque a disposizione dei ceti più deboli vetture come la BMW Isetta e i modelli della Fuldamobil e della Messerschmitt. Si ebbero anche le ultime rivisitazioni alla carrozzeria, principalmente nella zona posteriore, dove le feritoie per il raffreddamento del motore vennero spostate nella parte alta del cofano.

### Debutto
Il 30 agosto del 1957 la vettura venne finalmente svelata al pubblico: già in quell'occasione, la Prinz riscosse parecchio successo presso la popolazione locale, tanto che già tre giorni dopo divenne uno degli argomenti di maggior grido a Neckarsulm e dintorni. Sempre alla fine dell'estate del 1957 si ebbe la presentazione alla stampa, questa volta presso il Castello Solitude, nei pressi di Stoccarda. Ma la presentazione ufficiale della nuova Prinz si ebbe alla fine di settembre al Salone di Francoforte. Qui la nuova vetturetta NSU venne proposta in due livelli di allestimento: la Prinz I (al prezzo di 3.739 marchi) con dotazione scarna, assenza di cromature e disponibile in un'unica tinta, il verde militare, oppure la Prinz II (di 340 marchi più costosa) con inserti cromati sul frontale, in coda e sulle fiancate, oltre che con coppe ruota cromate e con una più ampia gamma di colori per la carrozzeria, gamma che comprendeva anche la possibilità di avere una verniciatura bicolore a richiesta. Inoltre era presente una più completa dotazione interna.
La Prinz e il successo commerciale che negli anni a venire avrebbe riscosso furono una garanzia di sopravvivenza per i dipendenti NSU, che già da qualche tempo paventavano il rischio di licenziamenti in massa dovuti alla recessione del mercato motociclistico in Germania Ovest alla fine degli anni '50. Ma al momento del debutto della Prinz, non vi fu ancora tale certezza, ed inoltre la vettura venne presentata, certo, ma di fronte alla dirigenza NSU si parò una nuova incognita, rappresentata dal fatto che la nuova ala dello stabilimento di Neckarsulm destinata alla produzione della Prinz non era stata ancora ultimata, per cui in quel momento non si seppe ancora quando (e forse anche se) la piccola Prinz avrebbe raggiunto la produzione in serie.
Per fortuna le cose andarono diversamente e la produzione sarebbe stata avviata alcuni mesi dopo, dando il via alla carriera commerciale della Prinz, carriera che si sarebbe articolata in due generazioni fondamentali, note con le sigle Typ 40 e Typ 47.

## NSU PrinzTyp 40
La sigla Typ 40 indica tutte quelle Prinz appartenenti alla primissima generazione, della quale condividono il corpo vettura e la meccanica, anche se il motore viene proposto in più varianti.

### Caratteristiche di base dellaTyp 40

#### Design esterno ed interno
Imbastita da Otto Erlewein e perfezionata in seguito da Claus Luthe, la linea della Prinz I era quella di una berlina a 3 volumi e a 2 porte, dagli ingombri minimi e dalle forme arrotondate. Il frontale era dominato essenzialmente dai grossi proiettori tondi, leggermente sporgenti rispetto alla linea dei parafanghi, ma erano presenti anche due piccole prese d'aria nella parte inferiore e due "creste" cromate sulla sommità dei parafanghi che ospitavano gli alloggiamenti degli indicatori di direzione. Sul lato sinistro, a metà del lato superiore del parafango, era montato lo specchietto retrovisore esterno, anziché alla base del parabrezza. La fiancata evidenziava innanzitutto la presenza di una scalfatura quasi verticale fra la portiera ed il parafango posteriore, che andava a raccordare la modanatura superiore, che correva appena sotto la maniglia porta, con la modanatura inferiore, che rasentava la zona sottoporta e finiva per raccordarsi a sua volta con l'arco passaruota anteriore. La zona relativa all'abitacolo si stringeva leggermente nella parte posteriore, con i finestrini che tendevano ad assumere così un andamento curvilineo, quasi simile a quello dei parabrezza panoramici in voga all'epoca, anche se in questo caso si sta parlando invece dei finestrini posteriori. Quelli anteriori, invece, erano di tipo scorrevole nella Prinz I e con apertura a manovella nella Prinz II. La parte posteriore era invece caratterizzata da un lunotto di dimensioni piuttosto piccole, anche rispetto alle proporzioni della minuta utilitaria, e da fari posteriori montati sulla sommità di parafanghi con un leggero accenno di pinne. Presenti anche le feritoie di raffreddamento del motore, spostate nella zona superiore del cofano in occasione di un aggiornamento occorso in fase di sviluppo del progetto.
Nonostante le ridotte dimensioni del corpo vettura e nonostante ci si trovi di fronte ad un modello in cui la parte posteriore è stata totalmente sacrificata per ospitare il motore, l'abitacolo offre un livello di abitabilità relativamente elevato, essendo in grado di ospitare quattro adulti, andando quindi a far meglio di quanto richiesto dalle specifiche imposte al momento dell'avvio del progetto Typ 40. Non solo, ma la stampa ebbe modo di elogiare anche la relativa facilità di accesso alla panca posteriore, grazie soprattutto alle generose dimensioni delle due portiere. Molto spartano ed essenziale nella Prinz I, l'abitacolo diviene più completo nella Prinz II, che propone fra l'altro anche un posacenere, tasche portaoggetti nei pannelli porta, un cruscotto più rifinito, in tinta con la carrozzeria, e inserti in skai. Comune ad entrambi gli allestimenti il semplice disegno del volante a due razze con piantone a vista, così come i rivestimenti dei sedili in tessuto e lo specchietto retrovisore interno montato sulla zona centrale della plancia, dove si trovava una griglia per permettere il passaggio dell'aria calda destinata al riscaldamento dell'abitacolo. Anche il bagagliaio permetteva una discreta capacità, sebbene normalmente un bagagliaio anteriore non possa offrire spazio in quantità eccezionali. Nella Prinz Typ 40 poteva essere caricata una valigia di dimensioni medio grandi.

#### Struttura, meccanica e motori
La Prinz era una vettura con struttura a scocca portante in acciaio, il cui schema tecnico era del tipo "tutto dietro", ossia con motore posteriore (in questo caso disposto trasversalmente e a sbalzo) e trazione sulle ruote posteriori. 
Il motore era un'unità a 2 cilindri paralleli inclinati verso l'interno della vettura ed era caratterizzato da una cilindrata di 583 cm³ e dal raffreddamento ad aria. Una delle caratteristiche più particolari di questo motore stava però nel suo raffinato sistema di distribuzione, definito UVC (Ultramax Valve Control), già utilizzato con successo dalla casa madre per la sua produzione motociclistica, in particolare sul diffuso modello Max 250. Il sistema di distribuzione UVC trasferiva il moto rotatorio dall'albero motore all'albero a camme in testa mediante piccole bielle in acciaio stampato, in luogo di rumorose catene. Alimentato mediante un carburatore Bing 7/26, questo motore arrivava ad erogare una potenza massima di 20 CV a 4600 giri/min ed una coppia massima di 41,2 Nm a 2250 giri/min. Prestazioni che oggi farebbero sorridere, ma che rientrano nella media delle utilitarie degli anni '50 e che comunque permettevano alla "piccola" di Neckarsulm di raggiungere una velocità di punta di 105 km/h, fra le più alte della sua categoria. Fra le altre caratteristiche degne di nota, va senz'altro ricordato l'impianto elettrico a dinamo da 12 V, all'epoca una rarità su vetture di questo segmento che invece ne montavano solitamente uno da 6 V. A questo proposito, interessante e tecnicamente pregevole era il sistema di avviamento che era costituito da un gruppo starter/generatore posto all'interno del basamento del motore.
Per quanto riguarda la meccanica telaistica, la Prinz montava un avantreno a ruote indipendenti con quadrilateri ed un retrotreno del tipo ad assale oscillante, in entrambi i casi con molle elicoidali ed ammortizzatori idraulici telescopici. L'impianto frenante prevedeva invece tamburi sulle quattro ruote, mentre lo sterzo era del tipo a cremagliera. La vettura poggiava a terra mediante piccoli cerchi da 12 pollici.
Uno sguardo infine al comparto trasmissione: la coppia motrice veniva trasmessa alle ruote posteriori mediante un cambio manuale a 4 marce, che nella Prinz I era completamente privo di sicronizzazione, mentre nella Prinz II ne era provvisto.

### Carriera commerciale dellaTyp 40

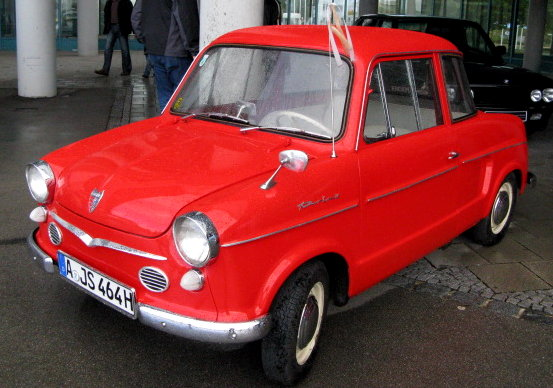
Una Prinz III con gli indicatori direzione spostati sotto i fari anteriori a partire dal settembre 1959 già nella Prinz II

La produzione della Typ 40 non poté che cominciare nel marzo del 1958 a causa dei ritardi nell'ultimare la parte di stabilimento destinata alla produzione di questo modello in catena di montaggio e quindi in grande serie e a grandi ritmi. I primi due grossi aggiornamenti arrivarono insieme un anno dopo, nel marzo del 1959: fu in quel momento che debuttarono infatti la Prinz 30 e la Prinz Sport, una versione con carrozzeria coupé disegnata nientemeno che da Bertone.
Entrambi questi modelli erano equipaggiati con una variante un po' più performante del già noto bicilindrico, che in questo caso arrivava ad erogare una potenza massima di 30 CV, garantendo alla Prinz 30 un allungo massimo di 120 km/h.
Il salone di Francoforte del 1959 tenne a battesimo il debutto delle versioni Export, basate sulle Prinz II e Prinz 30, ma caratterizzate da una dotazione più completa, che comprendeva fra l'altro i finestrini anteriori con deflettori, i sedili anteriori reclinabili, le luci di retromarcia e gli abbaglianti con lampeggiatore. I prezzi nel frattempo riuscirono a calare sensibilmente (mediamente di 200 marchi), tanto che la Prinz II E, ossia la versione Export basata sulla Prinz II, arrivò a costare meno della versione destinata al mercato interno al momento del suo avvio di produzione, un anno e mezzo prima. Nella stessa occasione, vi fu anche un aggiornamento estetico: vennero infatti eliminate le creste sui parafanghi anteriori e gli indicatori di direzione vennero spostati sotto i proiettori anteriori, assumendo anch'essi una forma circolare.
Un anno dopo, nel settembre del 1960, tutte le Typ 40 fino a quel momento in catalogo vennero sostituite da un nuovo unico modello, la Prinz III, caratterizzata principalmente da un motore leggermente potenziato, ed in grado quindi di raggiungere una potenza massima di 23 CV. Altri aggiornamenti tecnici furono quelli relativi all'arrivo di una nuova ventola maggiorata per il raffreddamento del motore, di una nuova barra stabilizzatrice all'avantreno, di molle dall'escursione maggiore e di cerchi a canale maggiorato. Inoltre venne ottimizzato l'impianto di riscaldamento. Esternamente, la Prinz III era praticamente indistinguibile dalle precedenti Prinz e venne proposta anche nelle versioni Prinz 30 e Prinz III E. Come risultato, la Prinz III risultò più confortevole rispetto ai due modelli che la precedettero e grazie ai sedili regolabili, così come anche il divanetto posteriore, si poté usufruire anche di un po' di spazio in più.
La produzione delle Prinz della serie Typ 40 cessò nel dicembre del 1962: ma già da oltre un anno era stata lanciata la Prinz 4, frutto di un nuovo progetto noto agli addetti ai lavori come Typ 47. Nel frattempo, solo la Prinz 30 beneficiò dell'ultimo importante aggiornamento, ossia l'adozione del bicilindrico con cilindrata maggiorata a 598 cm3, già previsto per la Prinz 4 stessa.

## NSU Prinz 4 (Typ 47)
La Prinz 4 fu la Prinz di maggior successo e quella che venne prodotta per più tempo: contraddistinta dalla sigla di progetto Typ 47, fu anche l'ultima utilitaria della Casa di Neckarsulm prima del suo assorbimento da parte del gruppo Volkswagen.

### Verso la Prinz 4
Il progetto Typ 47 fu avviato già poco tempo dopo il lancio della gamma delle Prinz precedenti, quelle derivanti dal progetto Typ 40. Motivo di tanta fretta furono i commenti poco lusinghieri della stampa a proposito della linea, giudicata troppo superata o comunque destinata ad invecchiare precocemente. Per questo i progettisti NSU si mossero non tanto sul lato tecnico quanto su quello stilistico. Obiettivo di tale progetto fu appunto quello di dar vita ad una vettura dalle linee molto più moderne ed in linea con le tendenze stilistiche dell'epoca. Ancora una volta venne chiamato in causa Claus Luthe e la sua équipe di designer, ma anche lo stesso Bertone, già autore della Sport Prinz, propose una soluzione stilisticamente derivata dalla coupé, ma con una piccola carrozzeria berlina a tre volumi e a 2 porte. Tale soluzione venne però scartata dalla dirigenza NSU, anche se alcune soluzioni verranno comunque riprese nella vettura definitiva, come ad esempio il tetto che si prolunga leggermente oltre il montante. Nel frattempo anche l'équipe di Luthe era al lavoro e nell'estate del 1959 vennero realizzati i primi prototipi da testare su strada, ma grande fu la sorpresa dell'intera NSU quando la BMW tolse i veli alla sua nuova utilitaria, la 700 che solo per pura coincidenza risultò simile ai prototipi NSU. Troppo simili per non pensare che la Casa di Monaco avrebbe intentato una causa alla NSU per plagio. Pertanto tutto il lavoro svolto fino a quel momento andò in fumo e fu necessario ricominciare daccapo.
L'ispirazione giunse a Claus Luthe nel marzo del 1960, quando al Salone di Ginevra partecipò anche il gruppo General Motors con la sua ultima nata, la Chevrolet Corvair. Al di là di quelli che sarebbero stati i risvolti sociali, legali e industriali in cui la Corvair sarebbe rimasta suo malgrado coinvolta (ricordiamo il saggio di Ralph Nader, Unsafe at any speed, dedicato alla Corvair), la vettura statunitense fornì anche una serie di valide idee a Luthe e non solo (anche la Fiat avrebbe tratto ispirazione dalla Corvair per il disegno della Fiat 1300/1500), grazie al suo corpo vettura tagliato a metà da una nervatura che correva tutta intorno alla vettura stessa. Per questo, una volta tornato a Neckarsulm, Luthe si mise al lavoro con i suoi collaboratori per realizzare una vettura che facesse tesoro dei contenuti stilistici suggeriti dalla Corvair. Un mese e mezzo dopo venne già realizzato il primo modello in legno in scala 1:1, modello che venne immediatamente approvato dal consiglio di amministrazione. A metà ottobre vennero realizzati i nuovi prototipi per i test su strada, prototipi che tuttavia avrebbero necessitato di ulteriori aggiornamenti in quanto differivano ancora in molti punti da quella che sarebbe stata la vettura definitiva. Fu così che il frontale a listelli verticali venne completamente ridisegnato in favore di un frontale liscio e dall'andamento concavo, mentre la coda venne rivisitata per dare spazio a nuovi gruppi ottici ovoidali a sviluppo orizzontale. Nel mese di febbraio la vettura poté dirsi finalmente ultimata, ma per la produzione in serie ci sarebbero voluti altri sei mesi. Fu infatti ad agosto che le prime Prinz 4 cominciarono ad uscire dalla linee di montaggio di Neckarsulm. La presentazione avvenne invece al Salone di Francoforte del 1961, a settembre.

#### La "piccola Corvair"
La reinterpetazione dei temi stilisici della Corvair da parte di Claus Luthe diede luogo ad una delle utilitarie con maggior personalità fra quelle prodotte in quel periodo: per questo, sia all'epoca che oggigiorno, la Prinz 4 è sempre stata una vettura che ha diviso nettamente fra sostenitori e detrattori. In ogni caso, la nuova vettura di Neckarsulm era una piccola berlina a tre volumi completamente ridisegnata dal punto di vista stilistico, più lunga di 30 cm rispetto alle precedenti Prinz e che, specialmente nella metà inferiore della carrozzeria, faceva largo uso di superfici concave per enfatizzare la presenza della modanatura cromata che correva intorno al corpo vettura tagliandolo in due. Per questo l'impressione generale è che la metà superiore della carrozzeria sia più larga rispetto alla metà inferiore. 

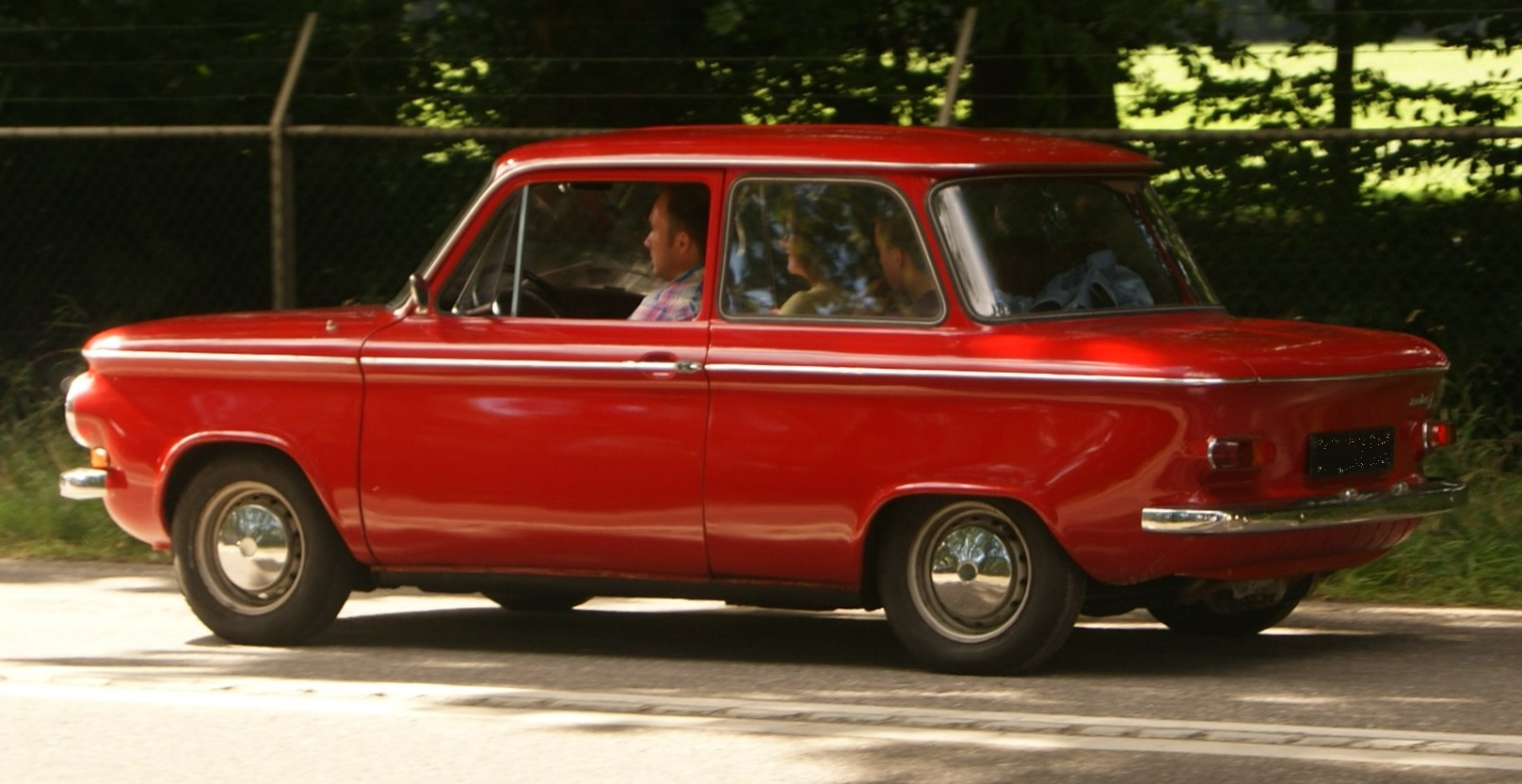
Vista di una Prinz 4 che mette in evidenza il particolare andamento del tetto nella zona posteriore

Anteriormente, la vettura era caratterizzata dall'inconfondibile frontale liscio dominato dai grandi proiettori tondi, quasi uniti da un sottile baffo cromato recante al centro lo stemma della Casa tedesca. Sopra questo frontale il cofano del bagagliaio anteriore sembrava solo essere appoggiato e utilizzava invece linee più convesse, mosse solo da alcune nervature longitudinali. Sempre la vista frontale permetteva di apprezzare la presenza di un parabrezza panoramico, altra soluzione moderna per la piccola vettura tedesca. La vista laterale era quella che da lì in poi avrebbe dato origine ai peggiori apprezzamenti da parte dei detrattori, specialmente da parte di chi la paragonava ad una vasca da bagno, liscia com'era la fiancata, ed assolutamente priva di orpelli, eccezion fatta per la già citata modanatura in stile Corvair, che comunque permetteva anche in questo caso di dividere il corpo vettura in due metà ben distinte, conferendo alla Prinz 4 un'identità stilistica ben precisa e delineata. La coda, oltre a conservare e a dar seguito allo stesso tema stilistico, propose anche altre soluzioni particolari, come il lunotto panoramico e l'andamento del tetto, che si prolungava leggermente oltre la linea del montante posteriore. Le feritoie per il raffreddamento del motore furono spostate più verso la base del lunotto. L'abitacolo della Prinz 4 risultò più spazioso rispetto a quello delle precedenti Prinz, tanto da arrivare ad allinearsi al livello di abitabilità del Maggiolino. Il posto guida si distingueva dalle Typ 40 essenzialmente per il volante meno verticale.

#### Le novità tecniche dellaPrinz 4

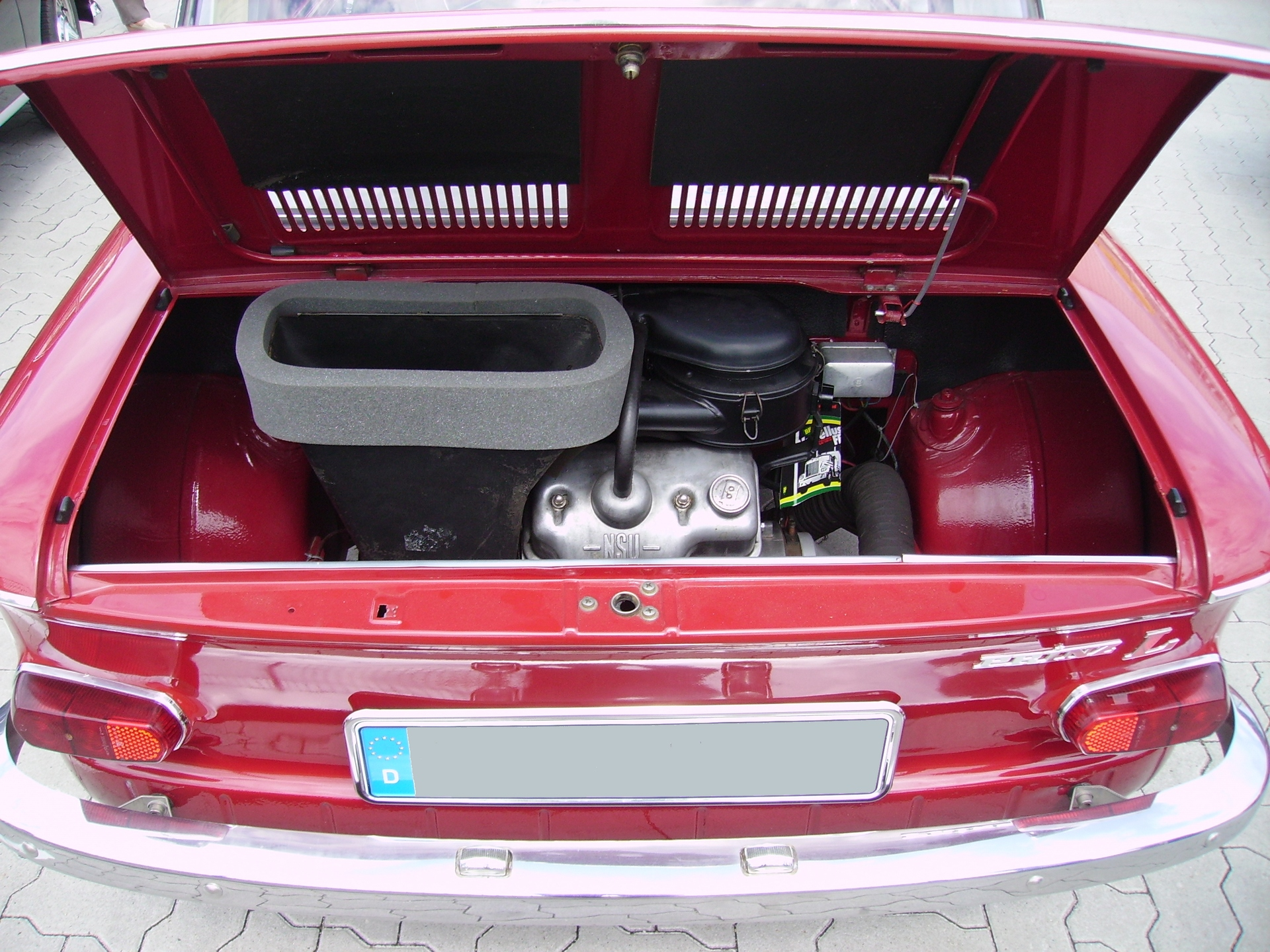
Il vano motore di una Prinz 4

Le migliorie relative all'abitabilità furono possibili grazie a un telaio strettamente derivato da quello della Typ 40, ma con un passo allungato di 4 cm e con le carreggiate anteriore e posteriore aumentate rispettivamente di 37 e 9 mm. In realtà il passaggio dalla Typ 40 alla Typ 47 non comportò rivoluzioni sul piano tecnico, ma solo alcune migliorie: oltre all'aumento di passo e carreggiate, venne anche rivista la scatola dello sterzo allo scopo di rendere meno nervosa la vettura. La più significativa fra le novità meccaniche, benché anch'essa non molto rilevante, si ritrovò nel motore, la cui cilindrata crebbe da 583 a 598 cm3 grazie alla leggera rialesatura del bicilindrico raffreddato ad aria (diametro delle canne cilindri passato da 75 a 76 mm). Le doti prestazionali di questo motore, tuttavia rimasero immutate rispetto alla Prinz 30 su base Prinz III. Mantenuta anche l'originale soluzione relativa alla distribuzione mediante biellette ed eccentrici, nonché lo stesso sistema di avviamento e lo stesso impianto elettrico. Immutata la meccanica del telaio, sempre con quattro tamburi e sospensioni a ruote indipendenti sui due assi (davanti a quadrilateri e dietro con assale oscillante).

### Evoluzione dellaPrinz 4

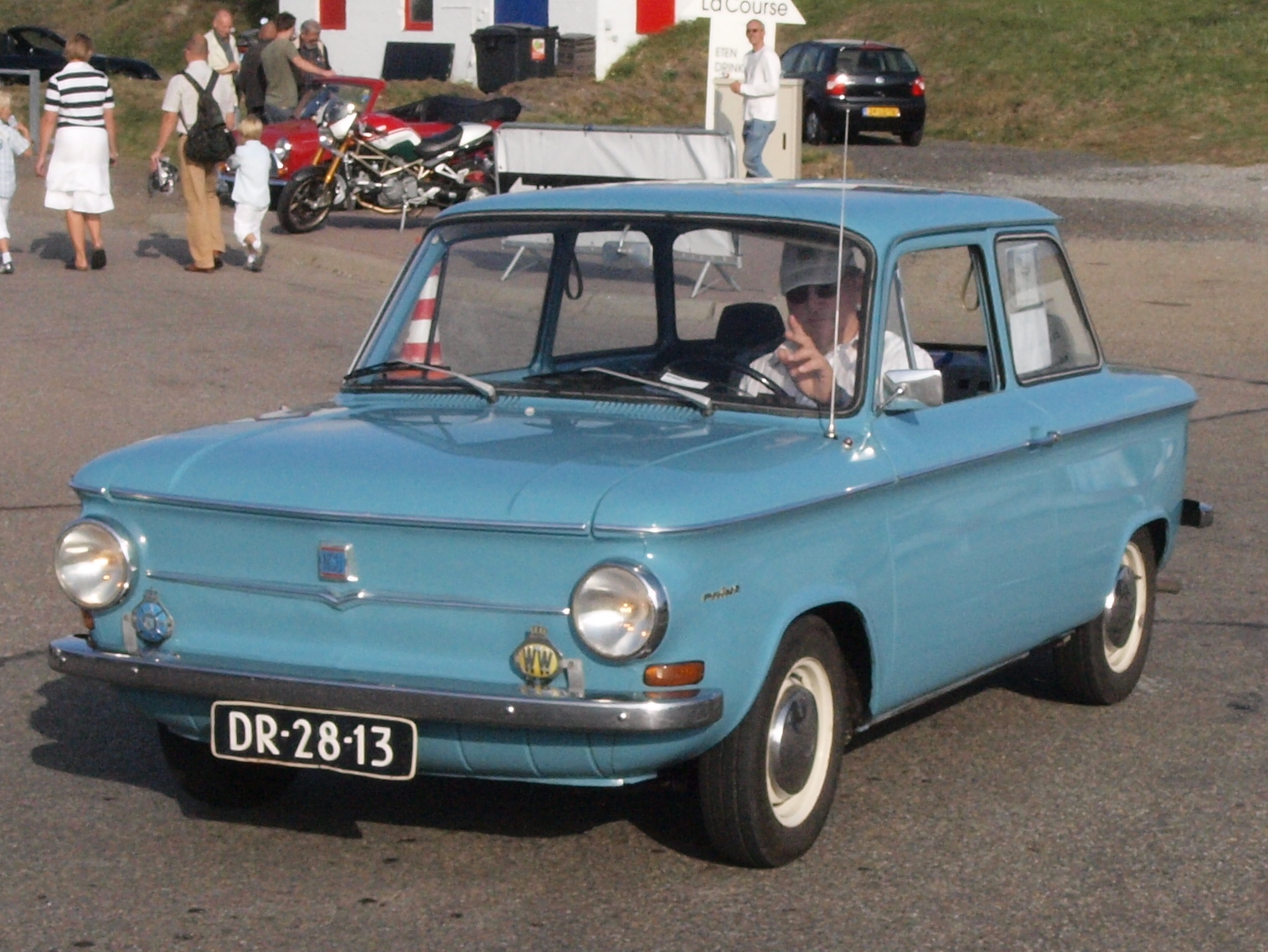
Vista anteriore di una Prinz 4

La Prinz 4 fu inizialmente proposta in due livelli di allestimento: quello base, denominato semplicemente Prinz 4, e quello più completo, ossia la Prinz 4S. In pratica questi due allestimenti andarono rispettivamente a sostituire le precedenti Prinz I e Prinz III.
La produzione della Prinz 4 fu avviata contestualmente alla sua presentazione: alla fine del 1961, dopo poco più di tre mesi, furono 11.435 gli esemplari che uscirono dalla catena di montaggio di Neckarsulm. Il 1962 fu l'anno che confermò il successo della Prinz 4, con una produzione che superò le 300 unità al giorno (compresi anche gli altri modelli in gamma), per un giro di affari complessivo di 264 milioni di marchi. Già nel mese di giugno venne prodotta la centomillesima Prinz 4. Tale successo fu dovuto essenzialmente alle sue doti in generale che in ogni caso ponevano la Prinz 4 come la migliore nel suo segmento in Germania: rispetto alle concorrenti tedesche la Prinz 4 si rivelò migliore, o tra le migliori, come prezzo di acquisto, economia di esercizio e prestazioni velocistiche. Solo la BMW 700 seppe far meglio in allungo, ma ad un prezzo ben superiore (quasi 1.000 marchi in più) nel 1962. In realtà, nel corso della sua carriera furono ben pochi gli aggiornamenti, sia tecnici che estetici, apportati alla Prinz 4. Si ebbero così migliorie alla frizione e alla distribuzione (1962), all'impianto di riscaldamento (1963) e all'impianto frenante per il quale furono previsti a richiesta i freni a disco anteriori (1964).
Nel 1965 venne introdotto un nuovo livello di allestimento, la Prinz 4L, che andò a porsi al vertice della gamma essendo più ricco di quello della Prinz 4S. Fra le novità proposte dalla Prinz 4L a livello di allestimento, vanno ricordati i sedili con rivestimento bicolore e provenienti dalla Prinz 1000, un nuovo modello derivato dalla Prinz 4, ma di maggiori dimensioni, con un motore più grande e quindi di fascia più alta. La Prinz 4L fu inoltre caratterizzata da un migliore isolamento acustico fra il vano motore e l'abitacolo. Ciononostante, la Prinz 4L si rivelò meno costosa rispetto alla concorrenza. Nello stesso anno, sempre dalla Prinz 1000, la Prinz 4 ricevette l'avantreno e lo sterzo indipendentemente dall'allestimento, pertanto anche in versione base. Sempre la Prinz 4L ricevette nel 1966 un nuovo paraurti con trattamento anticorrosione. Il 1966 vide anche un rallentamento nel mercato automobilistico tedesco, che avrebbe fatto da preambolo ad una vera e propria recessione acuitasi negli anni successivi. Progressivamente, le vendite della Prinz 4 si fecero via via sempre meno consistenti in Germania, ma sempre più sostenute nei mercati esteri. A parte quei Paesi (Egitto e Sudamerica in primis) in cui la Prinz 4, venne assemblata in loco, più o meno fedelmente al modello originale, furono alcuni Paesi come ad esempio l'Italia, in cui la Prinz 4 venne invece esportata, a far segnare dei significativi incrementi. Volendo fare un confronto fra l'Italia e la Germania Ovest, nel 1968 le vendite della Prinz 4 in madrepatria furono solo il 16% di quelle destinate al Bel Paese, mentre l'anno seguente la percentuale si ridusse addirittura all'11% e all'8,3% nel 1970. Va anche contato che la Prinz 4 stava via via pagando lo scotto di uno schema tecnico superato, che la concorrenza stava accingendosi ad abbandonare. Solo in alcuni Paesi, fra cui appunto l'Italia, la Prinz 4 stava continuando ad ottenere consensi.
Quando la NSU fu acquistata dalla Volkswagen, la casa tedesca assunse una nuova denominazione, vale a dire quella di Audi-NSU AG. Ciò segnò inevitabilmente la fine della produzione della Prinz 4 e anche delle 1000/1200 poiché esse, a causa della gamma di produzione, si ponevano come concorrenti dirette del Maggiolino, il modello storico prodotto dalla Volkswagen. La produzione della Prinz 4 cessò nel mese di luglio del 1973 senza essere più rimpiazzata da nessun altro modello marchiato NSU, ma piuttosto da una piccola utilitaria prodotta con marchio Audi, l'Audi 50.

## Tabella riepilogativa
Di seguito vengono riepilogate le caratteristiche della produzione Prinz Typ 40 e Typ 47:
| NSU Prinz (1957-73)                | | | | | | | |
| Modello                            | Prinz I                                                                                             | Prinz II                                                                                            | Prinz 30                                                                                            | Prinz III | Prinz 30 (III) | Prinz 30 (III) | Prinz 4 |
| Sigla di progetto                  | Typ 40                                                                                              | Typ 40                                                                                              | Typ 40                                                                                              | Typ 40 | Typ 40 | Typ 40 | Typ 47 |
| Anni di produzione                 | 03/1958-12/1960                                                                                     | 03/1958-12/1960                                                                                     | 03/1959-09/1960                                                                                     | 09/1960-12/1962 | 09/1960-07/1961 | 07/1961-12/1062 | 09/1961-07/1973 |
| Esemplari prodotti                 | 1.648                                                                                               | 62.587                                                                                              | 62.587                                                                                              | 30.322 | 30.322 | 30.322 | 576.619 |
| Prezzo al debutto in DM            | 3.749                                                                                               | 4.079                                                                                               | 4.287                                                                                               | 3.986 | 4.134 | 4.134 | 4.490 |
| Posizione motore                   | Posteriore a sbalzo trasversale                                                                     | Posteriore a sbalzo trasversale                                                                     | Posteriore a sbalzo trasversale                                                                     | Posteriore a sbalzo trasversale                                                                                       | Posteriore a sbalzo trasversale                                                                                       | Posteriore a sbalzo trasversale                                                                                       | Posteriore a sbalzo trasversale                                                                                       |
| Numero e disposizione dei cilindri | 2 cilindri in linea                                                                                 | 2 cilindri in linea                                                                                 | 2 cilindri in linea                                                                                 | 2 cilindri in linea                                                                                                   | 2 cilindri in linea                                                                                                   | 2 cilindri in linea                                                                                                   | 2 cilindri in linea                                                                                                   |
| Raffreddamento                     | Ad aria                                                                                             | Ad aria                                                                                             | Ad aria                                                                                             | Ad aria | Ad aria | Ad aria | Ad aria |
| Cilindrata (cm³)                   | 583                                                                                                 | 583                                                                                                 | 583                                                                                                 | 583 | 583 | 598 | 598 |
| Alesaggio e corsa (mm)             | 75 x 66                                                                                             | 75 x 66                                                                                             | 75 x 66                                                                                             | 75 x 66 | 75 x 66 | 76 x 66 | 76 x 66 |
| Alimentazione                      | Carburatore Bing 7/26                                                                               | Carburatore Bing 7/26                                                                               | Carburatore Bing 7/28                                                                               | Carburatore Bing 7/26                                                                                                 | Carburatore Bing 7/28                                                                                                 | Carburatore Bing 7/28                                                                                                 | Carburatore Solex 34 PCI                                                                                              |
| Rapporto di compressione           | 6,8:1                                                                                               | 6,8:1                                                                                               | 7,6:1                                                                                               | 7,5:1 | 7,6:1 | 7,6:1 | 7,5:1 |
| Potenza massima (CV/rpm)           | 20/4600                                                                                             | 20/4600                                                                                             | 30/5500                                                                                             | 23/5000 | 30/5500 | 30/5500 | 30/5500 |
| Coppia massima (Nm/rpm)            | 41,2/2250                                                                                           | 41,2/2250                                                                                           | 44,2/3500                                                                                           | 43,2/2850 | 44,2/3500 | 44,2/3500 | 44,2/3500 |
| Albero a gomiti                    | Due supporti di banco                                                                               | Due supporti di banco                                                                               | Due supporti di banco                                                                               | Due supporti di banco                                                                                                 | Due supporti di banco                                                                                                 | Due supporti di banco                                                                                                 | Due supporti di banco                                                                                                 |
| Frizione                           | Monodisco a secco                                                                                   | Monodisco a secco                                                                                   | Monodisco a secco                                                                                   | Monodisco a secco | Monodisco a secco | Monodisco a secco | Monodisco a secco |
| Trazione                           | Posteriore                                                                                          | Posteriore                                                                                          | Posteriore                                                                                          | Posteriore | Posteriore | Posteriore | Posteriore |
| Cambio                             | Manuale a 4 marce                                                                                   | Manuale a 4 marce                                                                                   | Manuale a 4 marce                                                                                   | Manuale a 4 marce | Manuale a 4 marce | Manuale a 4 marce | Manuale a 4 marce |
| Struttura                          | Scocca portante                                                                                     | Scocca portante                                                                                     | Scocca portante                                                                                     | Scocca portante | Scocca portante | Scocca portante | Scocca portante |
| Sospensioni ant.                   | A ruote indipendenti con quadrilateri, molle elicoidali e ammortizzatori idraulici telescopici      | A ruote indipendenti con quadrilateri, molle elicoidali e ammortizzatori idraulici telescopici      | A ruote indipendenti con quadrilateri, molle elicoidali e ammortizzatori idraulici telescopici      | A ruote indipendenti con quadrilateri, molle elicoidali, ammortizzatori idraulici telescopici e barra stabilizzatrice | A ruote indipendenti con quadrilateri, molle elicoidali, ammortizzatori idraulici telescopici e barra stabilizzatrice | A ruote indipendenti con quadrilateri, molle elicoidali, ammortizzatori idraulici telescopici e barra stabilizzatrice | A ruote indipendenti con quadrilateri, molle elicoidali, ammortizzatori idraulici telescopici e barra stabilizzatrice |
| Sospensioni post.                  | A ruote indipendenti con assale oscillante, molle elicoidali e ammortizzatori idraulici telescopici | A ruote indipendenti con assale oscillante, molle elicoidali e ammortizzatori idraulici telescopici | A ruote indipendenti con assale oscillante, molle elicoidali e ammortizzatori idraulici telescopici | A ruote indipendenti con assale oscillante, molle elicoidali e ammortizzatori idraulici telescopici                   | A ruote indipendenti con assale oscillante, molle elicoidali e ammortizzatori idraulici telescopici                   | A ruote indipendenti con assale oscillante, molle elicoidali e ammortizzatori idraulici telescopici                   | A ruote indipendenti con assale oscillante, molle elicoidali e ammortizzatori idraulici telescopici                   |
| Impianto frenante                  | Freni a tamburo sulle quattro ruote                                                                 | Freni a tamburo sulle quattro ruote                                                                 | Freni a tamburo sulle quattro ruote                                                                 | Freni a tamburo sulle quattro ruote                                                                                   | Freni a tamburo sulle quattro ruote                                                                                   | Freni a tamburo sulle quattro ruote                                                                                   | Freni a tamburo sulle quattro ruote (anteriori a disco a richiesta dall'11/1964)                                      |
| Pneumatici                         | 4.40.12                                                                                             | 4.40.12                                                                                             | 4.40.12                                                                                             | 4.40.12 | 4.40.12 | 4.40.12 | 4.80-12 (5.00-12 dall'11/1964)                                                                                        |
| Sterzo                             | A cremagliera                                                                                       | A cremagliera                                                                                       | A cremagliera                                                                                       | A cremagliera | A cremagliera | A cremagliera | A cremagliera |
| Massa a vuoto                      | 496                                                                                                 | 506                                                                                                 | 506                                                                                                 | 510 | 510 | 510 | 555 |
| Serbatoio                          | 25 litri                                                                                            | 25 litri                                                                                            | 25 litri                                                                                            | 25 litri | 25 litri | 25 litri | 37 litri |
| Velocità massima                   | 105                                                                                                 | 105                                                                                                 | 118                                                                                                 | 111 | 118 | 118 | 120 |
| Accelerazione 0–100 km/h           | 53”                                                                                                 | 53”                                                                                                 | 33”                                                                                                 | 44” | 33” | 33” | 35” |
| Consumo medio                      | 7 litri/100 km                                                                                      | 7 litri/100 km                                                                                      | 7 litri/100 km                                                                                      | 7 litri/100 km | 7 litri/100 km | 7 litri/100 km | 7 litri/100 km |

## Produzione in altri Paesi

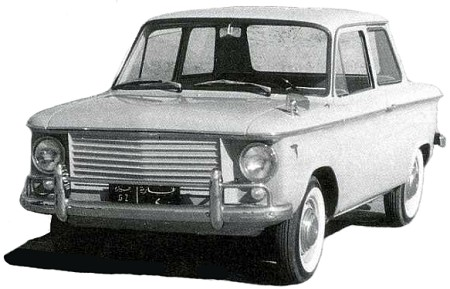
Una Ramses, prodotta per il mercato egiziano e che differiva dalla Prinz 4 tedesca principalmente per il frontale completamente differente.

La Prinz venne prodotta anche in altri Paesi e destinata ai mercati locali. Per esempio, la produzione avvenne anche in Argentina, presso lo stabilimento Auto Ar (fondato fra l'altro dall'italiano Piero Dusio), dove fra il 1960 ed il 1963 vennero prodotti 2.228 esemplari di Prinz Typ 40. Sempre in Sudamerica, la Prinz 4 venne prodotta anche dal costruttore uruguaiano Nordex S.A., assieme alla più grande Prinz 1000 e a due modelli specifici nati sul pianale delle prime due. Altri Paesi che costruirono la Prinz 4 su licenza furono il Cile e l'Irlanda.
In Egitto, la Egyptian Automotive Company produsse per il mercato locale una vettura che sfruttava il pianale e la meccanica di tutte le Prinz prodotte anche in Germania Ovest. L'arco di produzione andò a coincidere quasi per intero con quello delle Prinz tedesche (1959-73) e le vetture qui prodotte furono commercializzate con il marchio Ramses. Esse differirono dalle Prinz prodotte a Neckarsulm per il frontale a listelli orizzontali.
Anche la ex-Jugoslavia produsse la Prinz 4, presso lo stabilimento PRETIS (PREduzeće TIto Sarajevo). Il nome dello stabilimento, oltre a tradire l'ubicazione dell'impianto stesso, fu anche il marchio con cui queste vetture vennero commercializzate nel mercato locale.

## Modelli derivati
Se si escludono la NSU Ro 80 e in parte anche la NSU Spider il resto della produzione NSU posteriore al 1961 è derivata strutturalmente dalla Prinz, tanto che i primi modelli da essa derivati conservarono anche la denominazione stessa. È il caso della Prinz 1000, spinta da un inedito motore a quattro cilindri, sempre raffreddato ad aria, ma che delle prime Prinz con bicilindrico conservò il pianale e la meccanica di base. A sua volta derivate dalla Prinz 1000 furono le varie TT, TTS e 1200, con i quali si volle rappresentare il marchio NSU rispettivamente in ambito sportivo e nel settore delle vetture di fascia media. A questo elenco va aggiunta inoltre la già citata Sport Prinz, che di fatto non fu altro che un Prinz "vestita" dalla carrozzeria Bertone ed equipaggiata con il motore della Typ 40 (prima) e della Typ 47 (dopo). Di seguito vengono raffigurati questi modelli.
| NSU Prinz Sport | NSU Prinz 1000 | NSU TT  | NSU TTS | NSU Typ 110 / 1200 |
| --------------- | -------------- | ------- | ------- | ------------------ |
|                 |                |         |         |                    |
| 1959-67         | 1964-72        | 1965-72 | 1967-71 | 1965-73            |

## Impatto culturale
Nonostante fosse economica e tecnologicamente persino più avanzata di alcune dirette rivali di maggior successo, la NSU Prinz è sovente catalogata come cliché e sinonimo di auto brutta, ed è frequentemente presente nelle classifiche tematiche di questo genere, classifica comunque molto opinabile e priva di riscontri oggettivi. Ciononostante non mancano club ed associazioni culturali dedicate a questa vettura o quantomeno al marchio NSU, che ogni anno organizzano raduni ed incontri in cui proprio le Prinz sono fra i modelli più numerosi a parteciparvi.
Inoltre, la Prinz, e specialmente la Prinz 4, non mancò di ispirare a sua volta alcuni costruttori: nell'anno 1967 la casa automobilistica sovietica ZAZ mise in produzione una vettura denominata ZAZ 966, esteticamente molto simile alla Prinz, ma caratterizzata dall'avere dimensioni e massa maggiori. Questa automobile era equipaggiata con un propulsore con architettura a quattro cilindri a V, caratterizzato da una cilindrata di 990 cm³, che erogava 30 hp (22 kW). Il modello prodotto successivamente, la ZAZ 968, era invece equipaggiato con un motore caratterizzato dalla cilindrata di 1.200 cm³, che sviluppava una potenza di 39 hp (29 kW), e rimase in produzione fino all'anno 1996. A parte una notevole somiglianza estetica, da un punto di vista tecnico non sussistevano comunque altre analogie tra la NSU Prinz e le ZAZ 960/966/968.